# Какошин, Виктор Александрович
Виктор Александрович Какошин (11 октября 1957) — советский гребец, Бронзовый призёр Олимпийских игр 1980 года и чемпионата мира 1979 года в гонках восьмёрок. Чемпион СССР 1980 года.

## Биография
На московской Олимпиаде советская восьмёрка (Какошин, Тищенко, Ткаченко, Пинскус, Нормантас, Лугин, Манцевич, Майстренко, рулевой Григорий Дмитренко) пришла к финишу третьей.